# 131
Secole: Secolul I - Secolul al II-lea - Secolul al III-lea
Decenii: Anii 80 Anii 90 Anii 100 Anii 110 Anii 120 - Anii 130 - Anii 140 Anii 150 Anii 160 Anii 170 Ani 180
Ani: 126 | 127 | 128 | 129 | 130 | 131 | 132 | 133 | 134 | 135 | 136

## Evenimente
- 6 februarie: Roșia Montană era cunoscută sub numele de Alburnus Maior. Primul document în care s-a specificat acest nume, este o tablă din ceară.